# Гіпереліптична крива

Рис. 1. Графік гіпереліптичної кривої де

В алгебричній геометрії гіпереліптична крива — алгебрична крива роду {\displaystyle g>1}, задана рівнянням вигляду
{\displaystyle y^{2}+h(x)y=f(x)}
де {\displaystyle f(x)} — многочлен степеня {\displaystyle n=2g+1>4} або {\displaystyle n=2g+2>4} з {\displaystyle n} різними коренями, а {\displaystyle h(x)} — многочлен степеня {\displaystyle <g+2} (якщо {\displaystyle g} не дорівнює 2, можна прийняти {\displaystyle h(x)=0}).
Гіпереліптична функція — елемент функціонального поля такої кривої або многовиду Якобі на кривій; ці два поняття ідентичні для еліптичних функцій, але різні для гіпереліптичних функцій.

## Рід
Степінь многочлена визначає рід кривої: многочлен степеня {\displaystyle 2g+1} або {\displaystyle 2g+2} дає криву роду {\displaystyle g}. Якщо степінь дорівнює {\displaystyle 2g+1}, криву називають уявною гіпереліптичною кривою. Водночас криву степеня {\displaystyle 2g+2} називають дійсною гіпереліптичною кривою. Це твердження про рід залишається істинним для {\displaystyle g=0} або 1, але ці особливі випадки не називають «гіпереліптичними». У випадку {\displaystyle g=1} (якщо вибрати виділену точку) таку криву називають еліптичною.

## Постановка та вибір моделі
Хоча ця модель є найпростішим способом опису гіпереліптичних кривих, таке рівняння матиме особливу точку на нескінченності в проєктивній площині. Ця особливість характерна для випадку {\displaystyle n>3}. Тому, якщо несингулярну криву визначають таким рівнянням, майже завжди мають на увазі несингулярну модель (також звану плавним завершенням), еквівалентну в сенсі біраціональної геометрії.
Точніше, рівняння визначає квадратичне розширення C(x), і мається на увазі саме це функціональне поле. Особливу точку на нескінченності можна видалити (оскільки це крива) за допомогою процесу нормалізації (інтегрального замикання). Виявляється, що після цього є відкрите покриття кривої двома афінними діаграмами: тією, яка вже задана {\displaystyle y^{2}=f(x)} і ще однією, заданою як {\displaystyle w^{2}=v^{2g+2}f(1/v).}
Карти склеювання між двома діаграмами задаються як {\displaystyle (x,y)\mapsto (1/x,y/x^{g+1})} і {\displaystyle (v,w)\mapsto (1/v,w/v^{g+1}),} де б їх не було визначено.
Фактично передбачається геометричне скорочення, причому криву C визначають як розгалужене подвійне покриття проєктивної прямої, розгалуження відбувається в коренях f, а також, для непарних n, у точці на нескінченності. Таким чином, випадки {\displaystyle n=2g+1} і {\displaystyle 2g+2} можна об'єднати, оскільки, щоб перемістити будь-яку точку розгалуження від нескінченності, можна також використати автоморфізм проєктивної площини.

## Використання формули Рімана— Гурвіца
За допомогою формули Рімана — Гурвіца гіпереліптичну криву роду {\displaystyle g} визначають рівнянням степеня {\displaystyle n=2g+2}. Припустимо, {\displaystyle f:X\rightarrow P^{1}} — розгалужене покриття зі ступенем галуження 2, де {\displaystyle X} — крива з родом {\displaystyle g}, а {\displaystyle P^{1}} — сфера Рімана. Нехай {\displaystyle g_{1}=g} і {\displaystyle g_{0}} — рід {\displaystyle P^{1}(=0)}, тоді формула Рімана — Гурвіца дає
{\displaystyle 2-2g_{1}=2(2-2g_{0})-\sum _{s\in X}(e_{s}-1)}
де {\displaystyle s} є над усіма розгалуженими точками на {\displaystyle X}. Кількість точок галуження дорівнює n, і в кожній точці галуження {\displaystyle s} маємо {\displaystyle e_{s}=2}, тому формула набуває вигляду
{\displaystyle 2-2\times g=2(2-2\times 0)-n\times (2-1)}
тому {\displaystyle n=2g+2}.

## Поява і застосування
Усі криві роду 2 є гіпереліптичними, але для роду ≥ 3 родова крива не є гіпереліптичною. Це видно евристично з перевірки розмірності простору модулів. Підраховуючи константи, при {\displaystyle n=2g+2} набір з n точок, що підлягають дії автоморфізмів проєктивної прямої, має {\displaystyle (2g+2)-3} ступенів вільності, що менше, ніж {\displaystyle 3g-3}, кількість модулів кривої роду {\displaystyle g}, якщо {\displaystyle g} не дорівнює 2. Значно більше відомо про гіпереліптичне геометричне місце точок у просторі модулів кривих  або абелевих многовидів[прояснити: ком.], хоча складніше показати загальні негіпереліптичні криві за допомогою простих моделей. Однією з геометричних характеристик гіпереліптичних кривих є точки Веєрштрасса. Детальніша геометрія негіпереліптичних кривих походить із теорії канонічних кривих, канонічне відображення є 2-до-1 на гіпереліптичних кривих, але 1-до-1 в інших випадках для g > 2. Тригональні криві — це криві, які відповідають кубічному, а не квадратному кореню многочлена.
Визначення за допомогою квадратичних розширень поля раціональної функції працює для полів загалом, за винятком характеристики 2; у всіх випадках доступне геометричне визначення як розгалужене подвійне покриття проєктивної прямої, якщо припускається, що розширення є роздільним.
Гіпереліптичні криві можуть бути використані в гіпереліптичній криптографії для криптосистем, заснованих на задачі дискретного логарифмування.
Гіпереліптичні криві також складають цілі зв'язні компоненти певних шарів простору модулів абелевих диференціалів.
Гіпереліптичність кривих роду 2 використано для підтвердження гіпотези Громова про площу заповнення у випадку заповнень роду =1.

### Класифікація
Гіпереліптичні криві даного роду g мають простір модулів, тісно пов'язаний із кільцем інваріантів бінарної форми степеня {\displaystyle 2g+2}.

## Історія
Вперше гіпереліптичні функції опублікував Адольф Ґьопель (1812—1847) у своїй останній статті Абелеві трансценденти першого порядку (нім. Abelsche Transcendenten erster Ordnung; Journal für die reine und angewandte Mathematik, том 35, 1847). Незалежно над цим питанням працював Йоганн Розенгайн і опублікував статтю Обернення ультраеліптичних інтегралів першого роду (нім. Umkehrungen ultraelliptischer Integrale erster Gattung; Mémoires des savants etc., том 11, 1851).